# Fußball-Verbandsliga Schleswig-Holstein 1998/99
Die Verbandsliga Schleswig-Holstein wurde zur Saison 1998/99 das 52. Mal ausgetragen und bildete den Unterbau der viertklassigen Oberliga Hamburg/Schleswig-Holstein. Die erstplatzierte Mannschaft stieg direkt auf, während die zweitplatzierte Mannschaft Relegationsspiele gegen den Zweitplatzierten der Verbandsliga Hamburg bestreiten musste (abhängig von den Absteigern aus der Regionalliga Nord). Die Mannschaften auf den drei letzten Plätzen mussten in die Landesliga absteigen.

## Vereine
Im Vergleich zur Saison 1997/98 veränderte sich die Zusammensetzung der Liga folgendermaßen: TuS Felde und 1. FC Phönix Lübeck waren in die Oberliga Hamburg/Schleswig-Holstein auf-, während keine Mannschaft aus Schleswig-Holstein aus der Oberliga Hamburg/Schleswig-Holstein abgestiegen war. Die drei Absteiger hatten die Verbandsliga verlassen und wurden durch die fünf Aufsteiger NTSV Strand 08 (Wiederaufstieg nach acht Jahren), SpVgg Eidertal/Molfsee, SV Henstedt-Rhen, TSV Lindewitt und TSV Fahrdorf (alle erstmals in der höchsten Amateurliga Schleswig-Holsteins) ersetzt.
| Verein                 | Stadt               | Kreis                 | Qualifikation                      |
| ---------------------- | ------------------- | --------------------- | ---------------------------------- |
| Eichholzer SV          | Lübeck              |                       | 3. Platz 1997/98                   |
| Flensburg 08           | Flensburg           |                       | 4. Platz 1997/98                   |
| TSV Lägerdorf          | Lägerdorf           | Steinburg             | 5. Platz 1997/98                   |
| FC Kilia Kiel          | Kiel                |                       | 6. Platz 1997/98                   |
| SV Sereetz             | Ratekau             | Ostholstein           | 7. Platz 1997/98                   |
| SV Ellerbek            | Kiel                |                       | 8. Platz 1997/98                   |
| Husumer SV             | Husum               | Nordfriesland         | 9. Platz 1997/98                   |
| TSB Flensburg          | Flensburg           |                       | 10. Platz 1997/98                  |
| Schleswig 06           | Schleswig           | Schleswig-Flensburg   | 11. Platz 1997/98                  |
| Rendsburger TSV        | Rendsburg           | Rendsburg-Eckernförde | 12. Platz 1997/98                  |
| SC Comet Kiel          | Kiel                |                       | 13. Platz 1997/98                  |
| SpVgg Eidertal/Molfsee | Molfsee             | Rendsburg-Eckernförde | Aufsteiger aus der Landesliga Nord |
| TSV Lindewitt          | Lindewitt           | Schleswig-Flensburg   | Aufsteiger aus der Landesliga Nord |
| TSV Fahrdorf           | Fahrdorf            | Schleswig-Flensburg   | Aufsteiger aus der Landesliga Nord |
| NTSV Strand 08         | Timmendorfer Strand | Ostholstein           | Aufsteiger aus der Landesliga Süd  |
| SV Henstedt-Rhen       | Henstedt-Ulzburg    | Segeberg              | Aufsteiger aus der Landesliga Süd  |

## Saisonverlauf
Die Meisterschaft und den direkten Aufstieg in die Oberliga Hamburg/Schleswig-Holstein sicherte sich der Eichholzer SV. Der Zweitplatzierte TSV Lägerdorf durfte ebenfalls direkt aufsteigen. Der Drittplatzierte Flensburg 08 musste Aufstiegsspiele gegen den Dritten der Verbandsliga Hamburg bestreiten, wo er Germania Schnelsen unterlag. Die letzten drei Mannschaften mussten aus der Verbandsliga absteigen: der TSV Fahrdorf und die SpVgg Eidertal/Molfsee nach einer Saison, der Rendsburger TSV nach zehn Spielzeiten.

### Tabelle
| Pl. | Verein                     | Sp. | S  | U  | N  | Tore    | Diff. | Punkte |
| --- | -------------------------- | --- | -- | -- | -- | ------- | ----- | ------ |
| 1.  | Eichholzer SV              | 30  | 18 | 7  | 5  | 086:350 | +51   | 61     |
| 2.  | TSV Lägerdorf              | 30  | 16 | 7  | 7  | 069:480 | +21   | 55     |
| 3.  | Flensburg 08               | 30  | 14 | 10 | 6  | 069:360 | +33   | 52     |
| 4.  | TSB Flensburg              | 30  | 14 | 10 | 6  | 058:390 | +19   | 52     |
| 5.  | FC Kilia Kiel              | 30  | 14 | 9  | 7  | 069:430 | +26   | 51     |
| 6.  | SV Ellerbek                | 30  | 13 | 5  | 12 | 038:510 | −13   | 44     |
| 7.  | Schleswig 06               | 30  | 12 | 7  | 11 | 064:800 | −16   | 43     |
| 8.  | NTSV Strand 08 (N)         | 30  | 11 | 5  | 14 | 052:600 | −8    | 38     |
| 9.  | SV Henstedt-Rhen (N)       | 30  | 11 | 5  | 14 | 047:680 | −21   | 38     |
| 10. | SV Sereetz                 | 30  | 9  | 9  | 12 | 043:460 | −3    | 36     |
| 11. | SC Comet Kiel              | 30  | 9  | 8  | 13 | 040:500 | −10   | 35     |
| 12. | Husumer SV                 | 30  | 8  | 10 | 12 | 044:460 | −2    | 34     |
| 13. | TSV Lindewitt (N)          | 30  | 8  | 10 | 12 | 048:540 | −6    | 34     |
| 14. | TSV Fahrdorf (N)           | 30  | 9  | 7  | 14 | 054:650 | −11   | 34     |
| 15. | SpVgg Eidertal/Molfsee (N) | 30  | 9  | 3  | 18 | 045:680 | −23   | 30     |
| 16. | Rendsburger TSV            | 30  | 5  | 8  | 17 | 043:800 | −37   | 23     |

| (M) | Staffelsieger der Verbandsliga Schleswig-Holstein 1997/98     |
| (A) | Absteiger aus der Oberliga Hamburg/Schleswig-Holstein 1997/98 |
| (N) | Aufsteiger aus der Landesliga Schleswig-Holstein 1997/98      |